# Desminagem

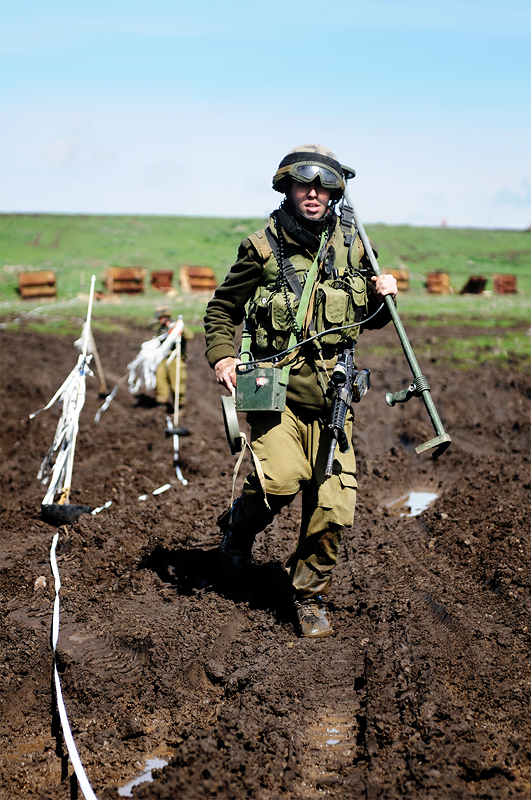
Soldado israelense a desminar.

Desminagem é o processo de remoção de minas terrestres ou navais.
Os limpadores de minas usam muitas ferramentas para realizar suas tarefas. Historicamente, as ferramentas incluem muitos animais treinados, incluindo cães e ratos, mas na maioria das vezes, as minas terrestres do mundo moderno contam com detectores de metais ou veículos com uma grande variedade de ferramentas mecânicas. Outros métodos foram desenvolvidos para detectar minas, incluindo o uso de mamíferos marinhos treinados, bactérias, acústica e outros métodos mais exóticos.

## Métodos de desminagem
Os principais métodos usados para desminagem humanitária em terra são: detecção manual usando detectores de metais e prodedores, detecção por cães de detecção de minas especialmente treinados e remoção mecânica usando veículos blindados equipados com manguais, dispositivos de perfilhos ou similares. Existe uma organização, a APOPO, que está treinando ratos africanos para detectar minas terrestres como os cães, oferecendo uma solução local para os países da África. Em muitas circunstâncias, o único método que atende aos requisitos das Nações Unidas para uma efetiva remoção humanitária de minas, os Padrões Internacionais de Ação contra Minas (IMAS), é a detecção manual e o desarmamento. O processo é tipicamente lento, caro e perigoso, embora a desminagem possa ser mais segura do que o trabalho de construção, se os procedimentos forem seguidos rigorosamente. Novas tecnologias podem fornecer alternativas eficazes.

### Detecção manual com detector de metais

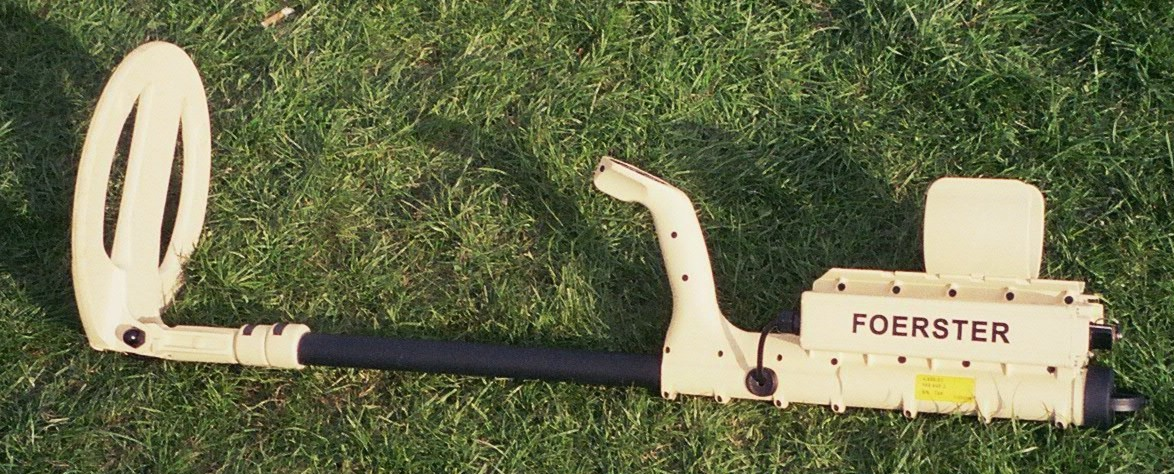
Detector de metais Foerster Minex 2FD 4.500, usado pelo exército francês.

Os detectores de metal foram usados pela primeira vez, após sua invenção pelo oficial polonês Józef Kosacki. Aliados usaram sua invenção, conhecida como detector de minas polonês, para limpar os campos de minas alemães durante a Segunda Batalha de El Alamein, quando 500 unidades foram enviadas para o marechal-de-campo Montgomery. O detector de minas "polonês" foi posteriormente usado junto com o localizador de minas ERA para detectar minas de praia.
O primeiro passo na desminagem manual é varrer a área com detectores de metais, que são sensíveis o suficiente para coletar a maioria das minas, mas que também geram cerca de mil falsos positivos para cada mina. Algumas minas, referidas como minas de metal mínimas, são construídas com o mínimo de metal possível - apenas 1 grama (0,035 oz) - para torná-las difíceis de detectar. Minas sem metal foram produzidas, mas são raras. Áreas onde o metal é detectado são cuidadosamente investigadas para determinar se uma mina está presente; a sonda deve continuar até que o objeto que dispara o detector de metais seja encontrado.

### Cães
Cães bem treinados podem farejar produtos químicos explosivos como TNT em minas terrestres e são usados em vários países.

### Ratos
Como os cachorros, ratos gigantes estão sendo treinados para farejar produtos químicos como o TNT em minas terrestres. Estes ratos estão actualmente a trabalhar em campos minados em Moçambique e são treinados na Tanzânia pela organização APOPO. Os ratos são chamados de HeroRATS.
Estes animais também têm a vantagem de serem muito menores do que os humanos ou cães. Eles são menos propensos a detonar pequenas minas destinadas a ferir ou matar pessoas, se o animal farejador de bombas cruzar diretamente o topo de uma mina enterrada.

### Desminagem mecânica
Máquinas especiais combinam efetivamente a detecção e remoção de minas em uma única operação. No passado, estas máquinas eram aplicadas tanto na remoção de minas como na desminagem, mas agora são geralmente usadas apenas para desminagem. Eles podem ser usados para verificar a terra que não deve ser contaminada ou como uma camada extra de segurança depois que uma área tiver sido removida por outro método, como cães.
As máquinas consistem em um veículo especial que é conduzido pelo campo minado, deliberadamente detonando as minas que ele dirige. Estes veículos são projetados para suportar as explosões com pouco dano. Alguns são operados diretamente com armadura para proteger o motorista; alguns são operados sob controle remoto.
Recentemente, os exércitos desenvolveram veículos de desminagem blindados e tratores especialmente blindados, que são controlados remotamente; isso elimina o risco para o operador. Exemplos notáveis são o Caterpillar D7 MCAP (Estados Unidos) e o Raam HaShachar Caterpillar D9N (Israel).

## Proteção individual

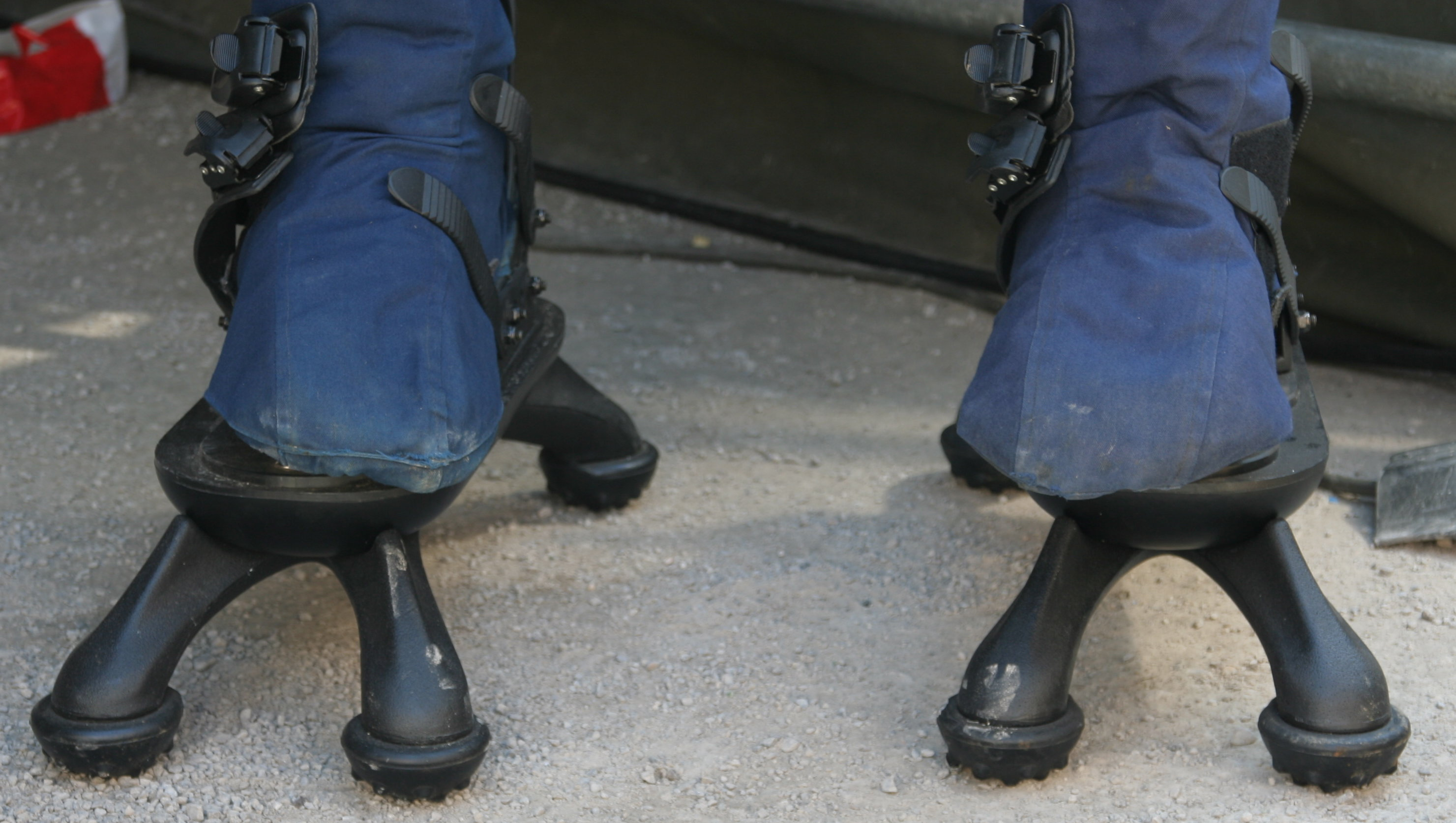
Sapatos de proteção individual para desminagem.

Desminadores devem trajar equipamentos de proteção individual (EPI), como capacetes, viseiras, luvas blindadas, coletes e botas, na tentativa de protegê-los caso uma mina seja acionada por acidente. Os EPIs podem oferecer proteção significativa contra minas explosivas antepessoais, e estas são mais comuns. As tecnologias relacionadas que foram desenvolvidas para melhorar a segurança incluem grandes almofadas amarradas ao fundo dos calçados que distribuem o peso e embotam o impacto dos passos, uma vez que distúrbios muito leves do solo podem dar vazão a minas velhas, instáveis ou a gatilhos intencionalmente sensíveis. Desenvolvido pela primeira vez em 1954 pelos britânicos como botas que são infladas pela primeira vez pelo soldado de combate, este calçado especializado tornou-se um item necessário para algumas operações de desminagem.